# 야로슬라프 사이페르트
야로슬라프 사이페르트 (체코어:Jaroslav Seifert, 1901년 9월 23일 프라하 - 1986년 1월 10일 프라하)는 체코 시인, 작가, 언론인이자 번역가이다. 개인주의와 예술지상주의를 지향하는 포에티즘 운동을 이끈 인물의 하나이기도 하다. 1984년 노벨 문학상을 수상하였으며 민족예술가 (체코어:národní umělec) 칭호를 가지고 있다.

## 생애
여러 김나지움에서 공부를 했지만 학업을 마치지는 못했다. 프라하의 술집들을 전전하며 자신의 시를 팔아 맥주를 마셨다. 1921년 첫 시집이 출판되고 같은 해 체코슬로바키아 공산당에 입당한다. 20세의 나이에 체코슬로바키아 아방가르드 예술의 대표주자로 인정을 받는다. 1929년 3월 다른 6명의 공산주의 작가들과 함께 공산당에서 축출된다. 체코슬로바키아 공산당의 새로운 지도부가 이끄는 볼셰비키화에 저항하는 서명을 했기 때문이었다.
1949년 사이페르트는 언론 활동을 그만두고 문학에만 집중하기 시작한다. 그의 시는 1936년, 1955년, 1968년에 가장 뛰어난 시로 국가에서 주는 상을 받는다. 1967년에는 민족예술가 칭호를 받는다. 1968년 - 1970년에는 체코슬로바키아 작가 연맹 (체코어:Československý svaz spisovatelů)의 공식적인 대표직을 수행한다. 이러한 왕성한 활동 시기에 뒤이어 normalizace 시기가 시작되고 사이페르트는 공식적인 활동을 할 수 없게 된다. 이 시기에는 줄곧 저항하는 입장에 섰으며 그의 작품들은 사미즈다트 (samizdat, 구 소련 시절의 지하출판사를 일컫는 말)로 나오게 된다.
1984년 노벨 문학상을 수상한다. 편집인으로 많은 신문과 잡지를 만들었다. Rudé právo (붉은 권리), Rovnost (평등), Sršatec (횃불/선동자), Reflektor (전조등/반사경) 등은 공산당 출판부에서 나온 것들이다. 사이페르트는 인민의 집 (체코어:Lidový dům)에서 일하기도 하였다. 또한 사이페르트는 체코슬로바키아 아방가르드 예술가들의 연합인 현대 문화 연맹 데베트실 (체코어:Svaz moderní kultury Devětsil)의 창립과 활동에 참여했다. 1945년 이후에는 문학 잡지 "Kytice" (꽃다발)을 냈고 데베트실의 잡지인 "ReD"와 "Disk"를 편집했다.

## 작품
야로슬라브 사이페르트는 프롤레타리아 시의 영향 아래 작품 활동을 시작한다:
- Město v slzách – (1921년), 혁명시.

- Děti z předměstí – 아이들은 병들고 힘이 없다. 하지만 다가오는 혁명을 위한 준비를 해야 한다.

- Samá láska (1923년) – 이 시집은 아직 프롤레타리아 시에 속하지만, 후에 포에티즘으로 발전하는 생각과 경향을 드러내고 있다.

- Hodina míru
- Ukolébavka
- Verše na památku revoluce

### 포에티즘시기
- Na vlnách TSF – (1925년), 소련과 프랑스 여행은 그에게 영향을 준다. 이 선집은 포에티즘 운동이 일어나는 데 많은 영향을 주었다.
- Slavík zpívá špatně – (1926년)
- Poštovní holub – (1929년) 이 선집에서는 어머니와 집에 대한 사랑이 가장 잦은 주제로 나타난다. 회의주의와 비극, 그리고 노스탤지어가 자주 나타난다.
- Hvězdy nad Rajskou zahradou – (1929년), [지지코프] (Žižkov)의 아디들이 노는 곳. 자전적 스케치. 포에티즘이 그에게 얼마나 깊은 영향을 주었는지를 드러낸다.
- Jablko z klína (1933년)
- Ruce Venušiny (1936년)
- Jaro sbohem (1937년) – 사이페르트가 정치 문제와 조국에 대해 관심을 돌린 작품으로 알려져 있다. 파시즘에 대한 대응을 담고 있다.

- Píseň – 조국을 여인으로 상징화하여 그에 대한 사랑을 표현하고 있다.
- Rok 1934
- Jaro 1936
- Májová krajina

### 전쟁 시기
아래 작품들은 전쟁 시기에 쓰여진 것들이다. 사이페르트에게 1938년의 사건들은 큰 인상을 남겼다. 징집과 그에 뒤이은 뮌헨 협정. 이 시기를 전쟁 시기라고 부를 수 있을 것이다.
- Zhasněte světla – (1938년) – 조국애를 담은 시.

- Píseň o rodné zemi

- Vějíř Boženy Němcové (1940년) – 민중의 애국심을 담은 시
- Světlem oděná (1940년) - Kamenný most와 함께 점령에 반대하는 시를 담고 있다.
- Kamenný most (1944년)
- Přilba hlíny (1945년) – 해방군에 대한 감사와 해방의 기쁨을 표현하는 작품.

### 1945년이후의 시
1945년 이후 사이페르트의 작품은 더 큰 영역을 건드리기 시작한다. 이것은 결국 당시의 권력이 그의 활동을 금지시키기에 이른다.
- Ruka a plamen (1948년)
- Šel malíř chudě do světa (1949년) – 미콜라시 알레시 (Mikoláš Aleš)의 그림에 바치는 시.
- Píseň o Viktorce (1950년) – 보제나 넴초바 (Božena Němcová)와 그의 작품의 등장인물 빅토르카(Viktorka)에 관한 내용을 담고 있다.
- Maminka (1954년) – 어린 시절과 어머니에 대한 기억.
- Chlapec a hvězdy (1956년)
- Koncert na ostrově (1965년) – 젊은 시절, 어린 시절, 점령 시절에 대한 기억
- Odlévání zvonů (1967년)
- Halleyova kometa (1967년)
- Kniha o Praze (1968년)

### 1970년대 – 1980년대
- Deštník z Piccadilly
- Morový sloup
- Býti básníkem
- Všechny krásy světa